# Яскиский уезд
Яскиский уезд (швед. Jäskis härad, фин. Jääsken kihlakunta; в литературе встречаются также варианты Яскисский, Ескиский) — административно-территориальная единица Выборгской губернии. Центр — Яскис. Образован из Нейшлотского уезда, упразднён вместе с губернией в 1940 году. Ныне значительная часть уезда с бывшим центром входит в Выборгский район Ленинградской области.

## История
Образован из части земель Нейшлотского уезда, разукрупнённого после присоединения Выборгской губернии к Великому княжеству Финляндскому в 1811 году. Наименование «Яскиский» («Ескиский») применительно к Нейшлотскому уезду используется уже на карте 1800 года и в «Атласе Финляндской губернии» 1803 года. Первоначально подразделялся на кирхшпили (приходы, волости) во главе с ленсманами; в составе самых больших приходов имелись также капелланства. К 1910 году подразделялся на 7 приходов (волостей):
- Антреа;
- Йоутсено;
- Кирвус;
- Нуйямаа;
- Раутъярви;
- Руоколахти;
- Яскис.

По состоянию на 1910 год площадь уезда составляла 3786,1 км², а население (на 31.12.1908) — 53 822 чел.
Позднее часть территории была передана в Страндаский уезд; к 1940 году уезд подразделялся на 7 волостей (общин): 
- Антреа;
- Вуоксенранта;
- Йоутсено;
- Кирву;
- Раутъярви;
- Руоколахти;
- Яскис.

По состоянию на 01.01.1938 площадь уезда составляла 3597,14 км², а население (на 31.12.1939) — 79 993 чел.
Согласно условиям Московского мирного договора большая часть Выборгской губернии, включая значительную часть Яскисского уезда, отошла от Финляндии к СССР, вследствие чего уезд был упразднён, а его центр стал райцентром вновь образованного Яскинского района.